# Mỏ chim

Sự đa dạng của mỏ ở các loài chim khác nhau, tùy vào điều kiện môi trường và tập tính sống

Mỏ chim (tiếng Anh: beak, bill, hay rostrum) là một bộ phận bên ngoài của chim, được sử dụng để phát hiện và tiêu hóa thức ăn, rỉa lông, xử lý vật thể, săn mồi, mớm mồi cho con non, tranh đấu hoặc quyến rũ bạn tình. Thuật ngữ mỏ và mõm (mũi) đôi khi cũng được dùng để chỉ miệng của một số loài khủng long hông chim, cá voi, cá nóc, rùa hay họ động vật lưỡng cư Sirenidae.
Mặc dù đa dạng về kích cỡ, hình dáng, màu sắc và kết cấu, mỏ các loài chim đều có sự thống nhất cơ bản về cấu trúc. Hai xương lồi (xương hàm dưới thấp và cao) được bao phủ bằng một lớp biểu bì keratin được gọi là bao sừng (rhamphotheca). Bên cạnh đó, ở hầu hết các loài, còn có hai lỗ ngoài mỏ (nares) dẫn đến khoang hô hấp.

## Tên gọi
Trong tiếng Anh, từ beak (mỏ) trong quá khứ hiếm khi chỉ mỏ của các loài chim săn mồi. Tuy nhiên, trong điểu học hiện đại ngày nay, hai thuật ngữ beak và bill đều được coi là đồng nghĩa. Nguồn gốc của từ beak xuất phát từ tiếng Latin beccus.

## Hình ảnh

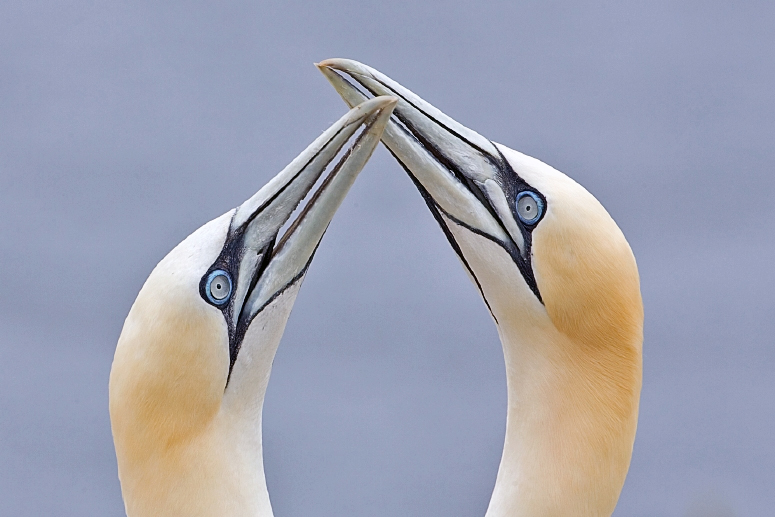
Ó biển phương Bắc hất cao mỏ chạm vào nhau
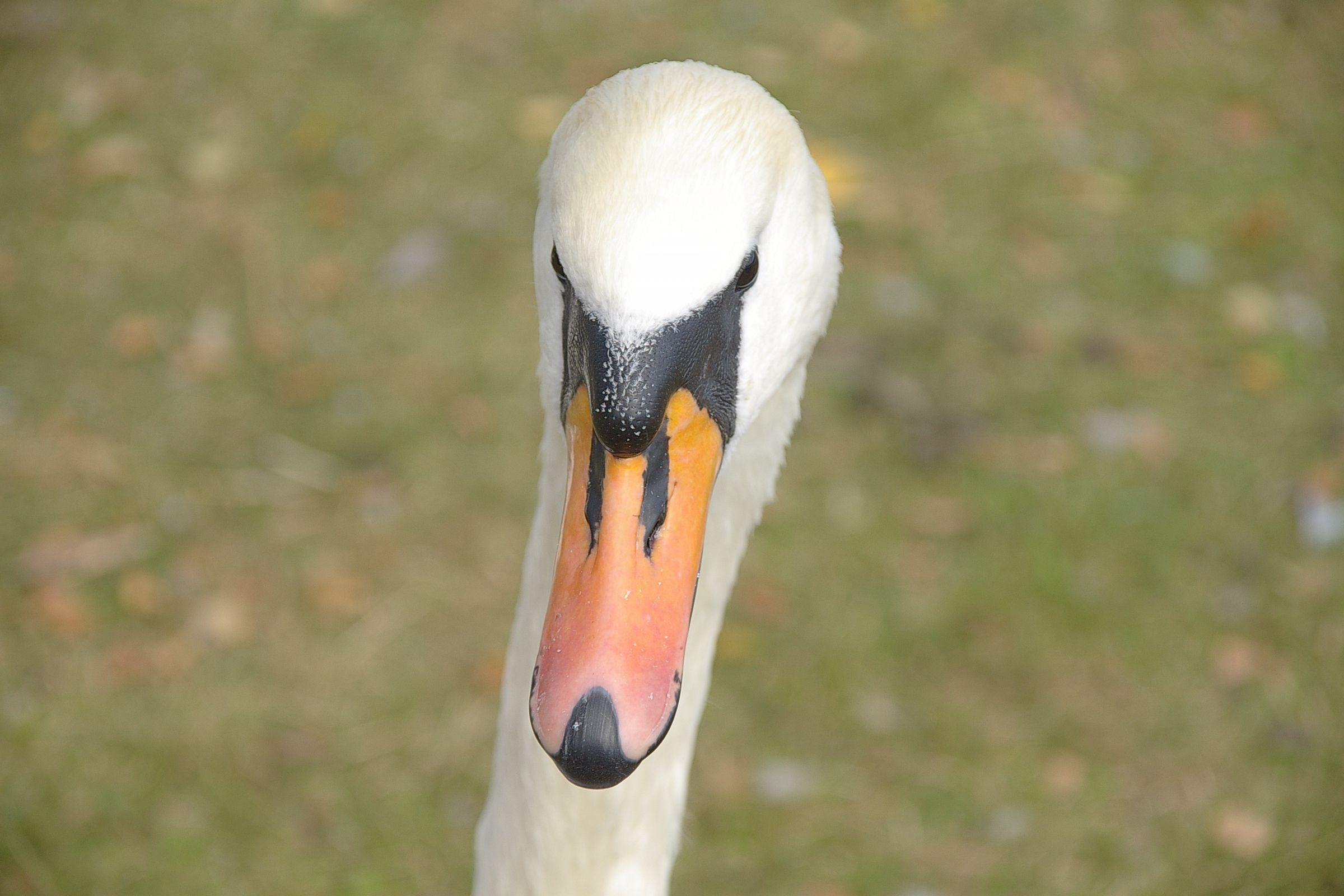
Móng của thiên nga trắng là phần màu đen ở đầu mỏ
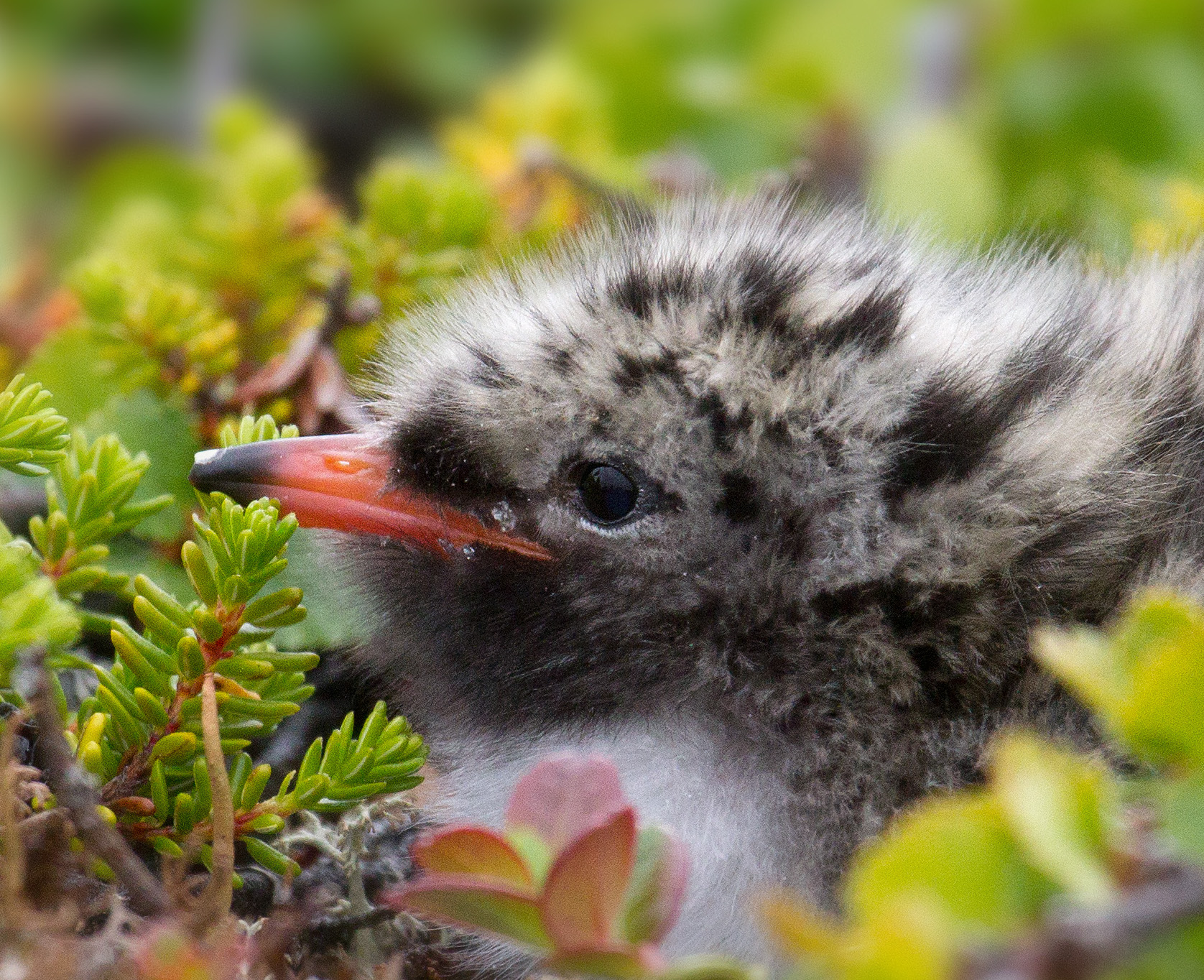
Con nhàn Bắc Cực này vẫn còn chấm trắng hạt gạo (để mổ vỡ trứng chui ra) ở mỏ trên
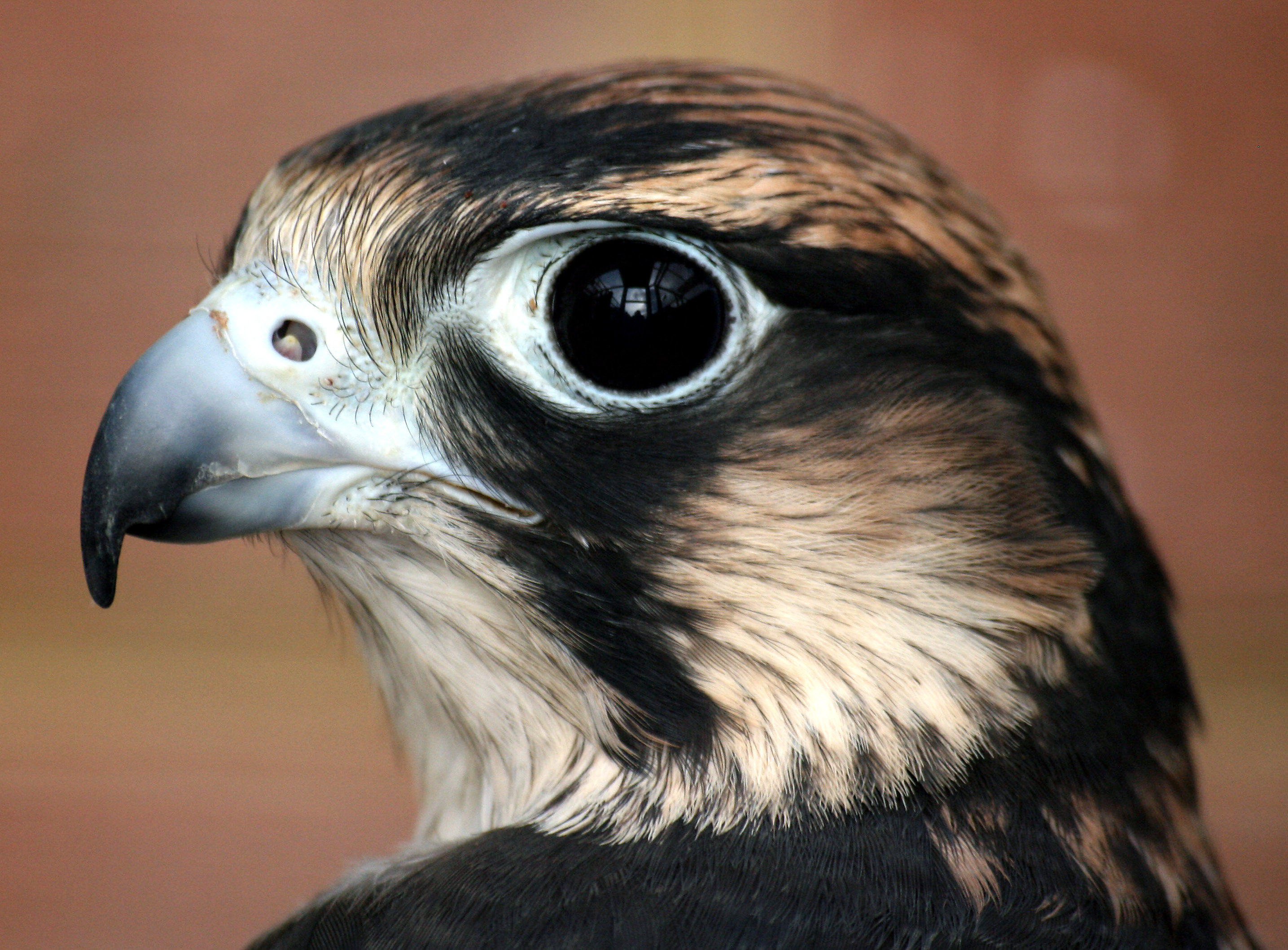
Chim cắt có lồi gò (tubercule) ở trong lỗ mũi

### Tìm hiểu thêm
- Armstrong, Edward Allworthy (1965). Bird Display and Behaviour: An Introduction to the Study of Bird Psychology. New York, NY, US: Dover Publications. LCCN 64013457.
- Campbell, Bruce; Lack, Elizabeth, biên tập (1985). A Dictionary of Birds. Carlton, England: T and A D Poyser. ISBN 0-85661-039-9.
- Coues, Elliott (1890). Handbook of Field and General Ornithology. London: Macmillan and Co. OCLC 263166207.
- Gilbertson, Lance (1999). Zoology Lab Manual (ấn bản thứ 4). New York: McGraw Hill Companies. ISBN 0-07-237716-X.
- Gill, Frank B. (1995). Ornithology (ấn bản thứ 2). New York, NY: W. H. Freeman and Company. ISBN 0-7167-2415-4.
- Girling, Simon (2003). Veterinary Nursing of Exotic Pets. Oxford, UK: Blackwell Publishing. ISBN 1-4051-0747-2.
- Hill, Geoffrey E. (2010). National Geographic Bird Coloration. Washington, DC: National Geographic. ISBN 1-4262-0571-6.
- Howell, Steve N. G. (2007). Gulls of the Americas. New York: Houghton Mifflin Company. ISBN 0-618-72641-1.
- King, Anthony Stuart; McLelland, John, biên tập (1985). Form and Function in Birds, volume 3. London, UK: Academic Press. ISBN 0-12-407503-7.
- Mullarney, Killian; Svensson, Lars; Zetterström, Dan; Grant, Peter J. (1999). Collins Bird Guide: The Most Complete Field Guide to the Birds of Britain and Europe. London: Harper Collins. ISBN 0-00-711332-3.
- Proctor, Noble S.; Lynch, Patrick J. (1998). Manual of Ornithology: Avian Structure and Function. New Haven, CT: Yale University Press. ISBN 0-300-07619-3.
- Rogers, Lesley J.; Kaplan, Gisela T. (2000). Songs, Roars and Rituals: Communication in Birds, Mammals and Other Animals. Boston, MA: Harvard University Press. ISBN 0-674-00827-8.
- Samour, Jaime, biên tập (2000). Avian Medicine. London, UK: Mosby. ISBN 0-7234-2960-X.